# Charles Soullier
Charles Simon Soullier, né le 13 janvier 1763 à Avignon et mort le 9 février 1841 dans la même ville, est un homme politique français.

## Biographie
Négociant à Avignon, il est un royaliste connu par sa violence et son irascibilité, élu député du grand collège de Vaucluse le 4 octobre 1816. Il prit place dans la majorité mistérielle.
Il est nommé maire d'Avignon le 10 juillet 1820.

## Distinctions
- Officier de la Légion d'honneur (1825)[1]

### Sources
- « Charles Soullier », dans Adolphe Robert et Gaston Cougny, Dictionnaire des parlementaires français, Edgar Bourloton, 1889-1891 [détail de l’édition]